# 廣源州
廣源州是宋代所置的一個羈縻州，明代屬交阯承宣布政使司諒山府，後陷於安南，其轄地在今越南高平省廣淵縣和福和縣、石安縣。

## 宋代的廣源州
廣源州地處宋朝與大瞿越的邊界，宋代屬廣南西路邕州該地雖為宋朝的羈縻州，實際上在大瞿越李朝的控制之下。該州由儂氏世襲統治，與宋朝地理上隔絕，盛產黃金和丹砂，民風彪悍。寶元二年（1039年、越南通瑞六年），廣源州的頭人儂全福起兵反對大瞿越李朝的統治，但被李太宗擊敗並殺害。其子儂智高為報父仇，舉州欲內附宋朝，但被宋仁宗拒絕。慶曆元年（1041年），儂智高在廣源州建立天曆國，在宋越之間搖擺不定，成為兩國之間的一股獨立勢力。皇祐四年（1052年），儂智高起兵伐宋，攻取邕州等地，給宋朝以很大震動。不久，宋朝派出狄青將他擊敗，起事失敗，廣源州歸於宋朝統治之下。
在儂智高起事的時候，李朝出於自身利益的考慮，曾希望助宋攻廣源州。儂智高戰敗之後，又出兵助儂，但未能如願。事後，宋越兩國因為邊界糾紛而引發了宋越熙寧戰爭。熙寧九年（1076年）十月，宋將燕達攻破廣源州，李朝將領劉應紀投降。熙寧十年（1077年）二月丙午，改廣源州為順州。元豐元年(1078年)，由於宋朝派遣前往歲戍的三千人，每年僅因病而亡者就有十之五六，最終宋神宗以「今順州荒遠瘴癘之地，朝廷得之未為利，交址失之未為害，豈可自驅戍兵，投之瘴土，一夫不獲，朕尚閔焉，況使十損五六邪？」，宣佈正式放棄順州(即廣源州)，并以其地交還交址李朝。
按越南的記載，當時的宋人有作詩「因貪交趾象，却失廣源金。」來嘲諷此事始末。

## 明代的廣源州
- 永樂五年（1407年）六月癸未朔置，隸諒山府[7]。
- 永樂五年八月二十九日，前軍都督僉事高士文率兵至廣源州，與寇力戰戰死[8]
- 永樂八年七月十四日，設廣源州寨麻廵檢司[9]
- 永樂十七年三月十九日，設廣源州儒學[10]。
- 宣德三年五月二十三日，黎利迫脇廣源州土官知州閉色新歸附，閉色新父子遣人求援，朱瞻基懦弱膽怯，不敢援助，其所轄地遂陷落[11]。
- 宣德四年五月二十七日，以廣源州人閉顏不從黎利叛，歿於廣西龍州，授其子閉玄成仍為本貫知州[12]。
- 正統二年十一月六日，優恤廣源等州縣土官知州閉玄成、頭目丁攢等率五百餘人歸附[13]。